# Inchagoill
Inchagoill (iriska: Inis an Ghaill) är en ö i republiken Irland.   Den ligger i grevskapet County Galway och provinsen Connacht, i den nordvästra delen av landet, 200 km väster om huvudstaden Dublin. Inchagoill ligger i sjön Lough Corrib.